# 宪政主义

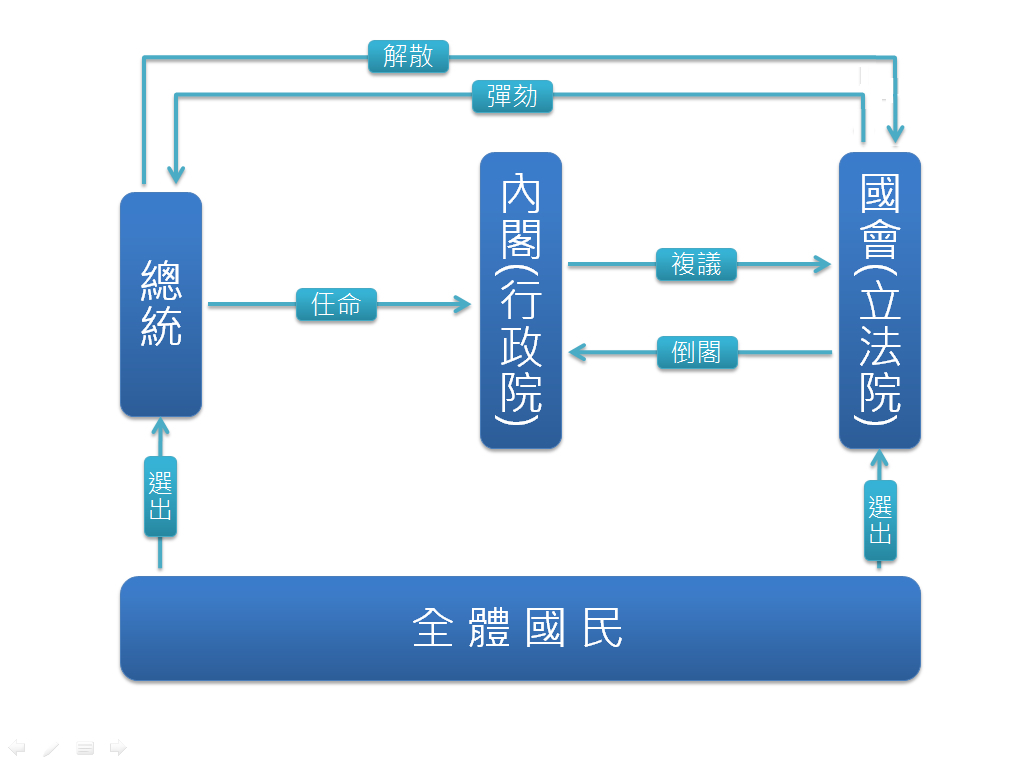
宪政的要素之一：分权制衡（本图顯示的是中华民国宪法增修条文的制衡机制）即总统－国会－内阁權力分立、互相牵制以防止极权專制

宪政主义（constitutionalism，立宪主义、宪法主义、宪政）是主张国家权力来自憲法並受其约束之政治思想、规定公民权利的学说或理念，也是目前部分民主国家的现状。該理念要求所有政府權力之行使都納入憲法的軌道，並受憲法的制約，使政治運作進入法律化理想狀態。憲政主義强调法治之必要性，认为包括政府在内的一切社会机构和个人都不能凌驾于宪法和法律之上。
憲政是代议民主的基礎和保障，亦為對民主政治的制衡，虽然传统上宪政本身并不直接涉及到政府是否以民主选举产生，但现代宪政理论往往与民主概念密不可分。在宪政国家里，政府和公民的行为均有边界、不得互相僭越，政府所代表的行為域是公部門，相對而言，公民的行為域稱作公民社會。其中，憲政的根本作用在於防止政府（包括民主政府）權力濫用（即有限政府），並維護公民普遍的自由和權利。
世界范围内，宪政体制施行之成例，包括美国的三权分立民主共和制以及英国的君主立宪制。1980年代至1990年代，蒋经国、李登輝等人领导的政治改革使中華民國五權分立民主共和制在臺灣得以确立，而同时期时任中华人民共和国政府中邓小平等人所推动的政治体制改革，在初期成功确立《八二宪法》后，后期改革因六四事件爆发而失败。

## 历史

### 起源
宪政主义体现了对人类自由选择和深思熟虑的充分自信，其根源于西方政治文化中的自然法传统、基督教传统以及契约论传统，汲取了法治理论、自然权利说、社会契约论等理论的精华，形成“权利”与“权力”之二重维度。
许多学者将宪政主义的起源追溯至英国1215年通过的《大宪章》，认为这一贵族与王权斗争的产物具有限制权力的性质，是现代宪政主义的源头。但是，大多数学者还是倾向于认为启蒙运动给西方带来宪政主义。以英国的约翰·洛克、法国的孟德斯鸠、美国的麦迪逊、汉密尔顿等人为代表，宪政主义者提出的三权分立、人权保护以及民主程序等一系列制度性措施，构成了宪政主义的基本理论体系，开创了西方宪政主义的政治文化传统。

### 早期发展
资产阶级革命的胜利，使作为理论形式的宪政主义成为西方政治制度架构的重要原则。从1628年开始，英国以《权利请愿书》、《人身保护法》、《权利法案》以及《王位继承法》等一系列宪法性文件为基础，形成不成文宪法体系。在资产阶级与封建王权的斗争中，宪政主义为限制君主权力提供理论依据，产生最早的君主立宪制。君主立宪制制约了封建王权，防止王权专断，成为当代西方主要的政体形式。
美国1787年制定的《美利坚合众国宪法》、1791年生效的《权利法案》以及1789年法国的《人权和公民权宣言》等文件的颁布，则标志着宪政主义在实践中的全面展开。随着民主化改革的不断深入，宪政主义融合了民主的因素，为西方宪政民主制度的形成提供了合理性，宪政主义逐渐丰富，不仅只是君主宪政，而且发展出了民主宪政的体系。

## 学术研究

### 定义
宪政这一术语初見於美国独立战争后的制宪活动中。

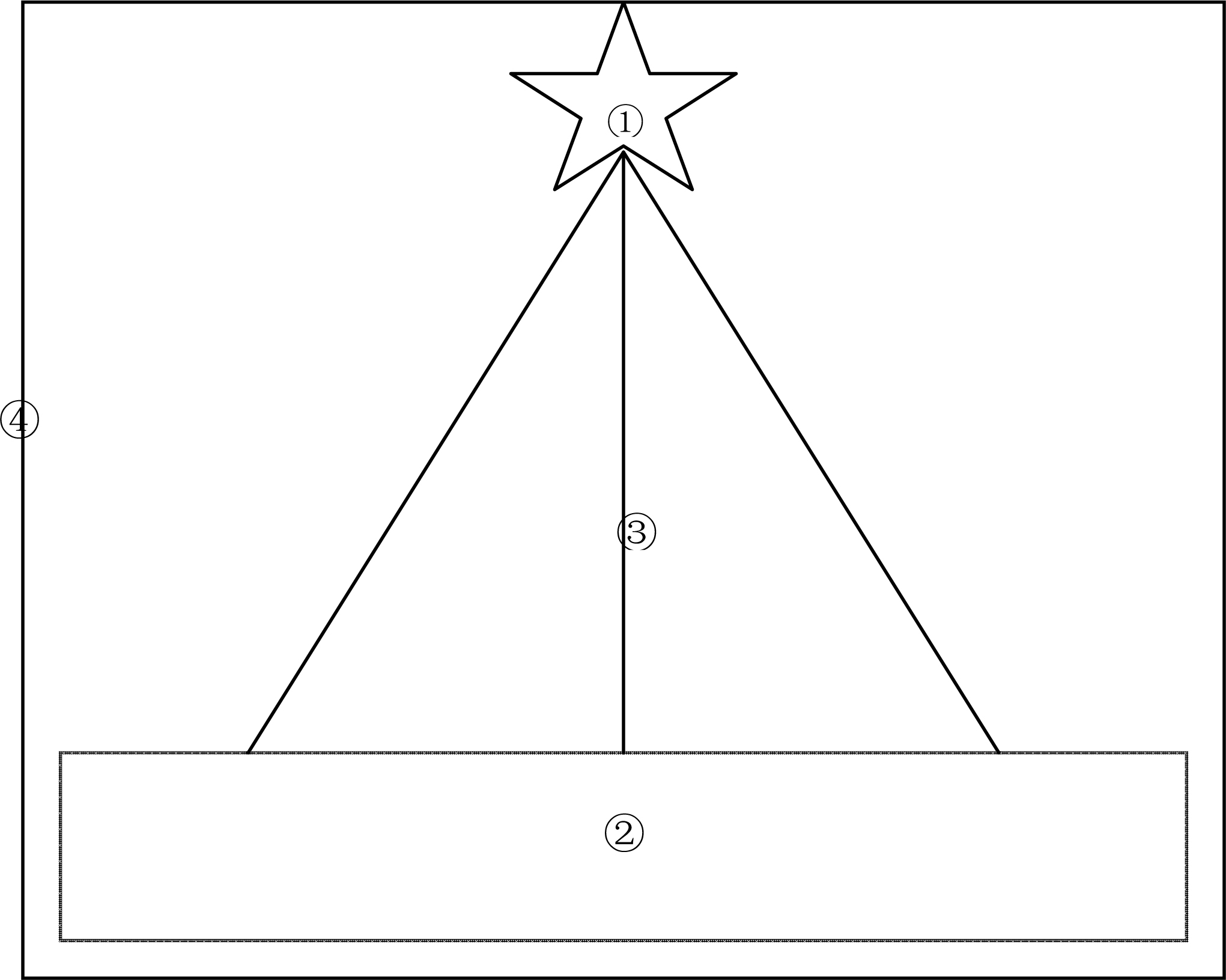
宪政主义乃四种精神之融合：①自由主义、②民主主义、③共和主义和④法治主义。其中自由主义是目的，民主主义是根基，共和主义是架构，法治主义是约束和形式

法学界對憲政主義之解释為，為以法治为形式、以民主为基础、以分权制衡为手段、以个人自由为终极目标的现代政制。零八宪章认为“宪政是通过法律规定和法治来保障宪法确定的公民基本自由和权利的原则，限制并划定政府权力和行为的边界，并提供相应的制度设施。”
宪法自然性地意味着宪政，包括“宪法权利”和“有限政府”。自从20世纪以来，由于越来越多的国家以共和国命名，纷纷立宪，但未必存在有限政府。因此萨托利开始把宪法分成三类：
1. 当一部宪法是以保障个人自由为目的的“保障性宪法”，并能够得到有效施行和维护的时候，施行这样的宪法才能称之为宪政。
2. 名义性宪法指的是使某种不受制约的“无限政府”的政治体制，也通过一部宪法去获得法律化的公开表达。这是一种“丑话说在前面”的宪法。
3. 字义性宪法，即一部宪法在文本表述上和真正的“保障性宪法”并没有多大区别，但现实中却几乎被束之高阁甚至背道而驰。这是一种立牌坊式的宪法，萨托利称之为“冒牌宪法”。

### 要素
憲政的實施，首先要限制政府的權力，保障公民的权利，同時要约束公民的行为。弗里德里希·哈耶克在《自由宪章》中指出，宪政的实质有两个方面：其一是限权，即限制政府及立法机构的专属权力；限权的一个精巧的技术性手段是分权。二是保障，即保障人民的各项基本权利，特别是约翰·洛克主张的生命、自由和财产权。通过宪法和法治的方式践履这样的政治制度，就是宪政。以宪法为灵魂的国家权力的人格化，就是宪政。他的核心思想是，宪法是宪政的灵魂，无宪法的宪政则失去灵魂。
路易斯·亨金（Louis Henkin）认为，宪政意指“成立的政府要受到宪法的制约，而且只能根据其条款来进行统治并受制于其限制”，应包括以下要素：
1. 依照宪法成立的政府；
2. 分权制衡；
3. 人民主权和民主政府；
4. 违宪审查；
5. 独立司法机关；
6. 遵守人权法案的有限政府；
7. 对警察权进行控制；
8. 对军队的文官控制；
9. 没有或極其有限和受到严格劃界的中止宪法之一部或整部实施之政府权力。

### 中共觀點
人类能否在自我管理的同时实现自我约束，一直是困扰着宪政主义的一个难题。由于突出了对权力的限制，尤其是对民主权力的限制，宪政主义倾向于保守，造成了宪政主义与民主之间关系的持续紧张。这种紧张突出反映在人民主权与限权宪法之间的冲突、个人权利与公共权力之间的界限、公共领域与私人领域的分离、积极自由与消极自由的区别等方面。宪政民主更为精巧地整合了民主与法治之间存在的紧张，成为宪政主义更高的理论形态。
作为资产阶级革命的重要理论体系，宪政主义发展了资本主义政治制度架构的根本原则。代表了西方政治文明发展的最高成就，对当代西方政治思想、政治制度等各个方面均有着极为深远的影响。然而，政治态度的消极悲观、政治功能的效率低下等问题仍然困扰着宪政主义，成为其进一步发展必须要解决的问题。

## 相关概念

### 宪政与民主
宪政本身并不涉及民主，宪政的根本目的是保障自由权；而民主则关注政府的产生方式和权力来源。宪政可以让政府受到约束从而保障公民自由权；民主则可以让政府执政为民，从而保障或增加公民受益权。因此民主国家未必是宪政国家（例如古希腊），宪政国家也未必是民主国家（例如大宪章时代的英国）。宪政的关键词是“自由”，民主的关键词是“平等”。
法学界对于宪政与民主关系之解释是“自由为体、民主为用”。现代宪政理论虽以民主制度为基础，但它最核心价值并不是民主，而是体现在宪法和各种政法制度当中的“法律之下的自由”（freedom under the law）。

### 宪政与宪法
“宪政”是指一种使政治运作法律化的理念或理想状态，它要求政府所有权力的行使都被纳入宪法的轨道并受宪法的制约。简单地说，宪法与宪政的关系就和法律与法治的关系一样：认真对待法律，使之真正成为约束公民行为的规则，社会就实现了法治；认真对待宪法，把宪法真正作为“法”——“更高的法”，并控制所有的政府权力——包括立法权力，国家就实现了宪政。从另一个角度看，让法治中的“法”上升到宪法，法治也就自然上升到了宪政的高度。在这个意义上，宪政是法治的最高形式。但法治和宪政又存在着一种辩证关系，因为宪法毕竟是特殊的“更高的法”。宪法和普通法律同样具备实际效力，但同时又控制着普通法律的意义。因此，宪政是法治的最高形式，但同时又是对法治的一种制约；如下所述，宪法的作用在于防止那些过分严厉的“恶法”成为法律。然而，如果不能处理好两者的关系，宪法审查机构轻易宣布议会制定的法案无效，宪政则有可能削弱法治并损害民主。
宪法是否意味着宪政，在学术界众说纷纭。宪法学界认为，宪法是实施宪政的前提，宪政是宪法的灵魂和生命。通常，宪法的目的在于保障民权，限制政府，这样的宪法是静态的宪政；亦有国家制定宪法之目的仅在于对外宣示，对于政府无法起到约束，这样的宪法称作字义性宪法。此種国家亦非宪政国家。

### 宪政与司法独立
宪政与司法独立关系密切。为了保障属于个人、并在政治学的逻辑上先于国家而存在的那些自由，宪政制度不仅用了各种方法来限制政府的权力，而且还用了许多方法去限制人民的权力，把宪法中确立的“宪法权利”排除在民意（政治中的多数）的选择范围之外，并通过独立、不受选举制约的司法系统，充当公民宪法权利的保护神。

## 各国情况

### 美国

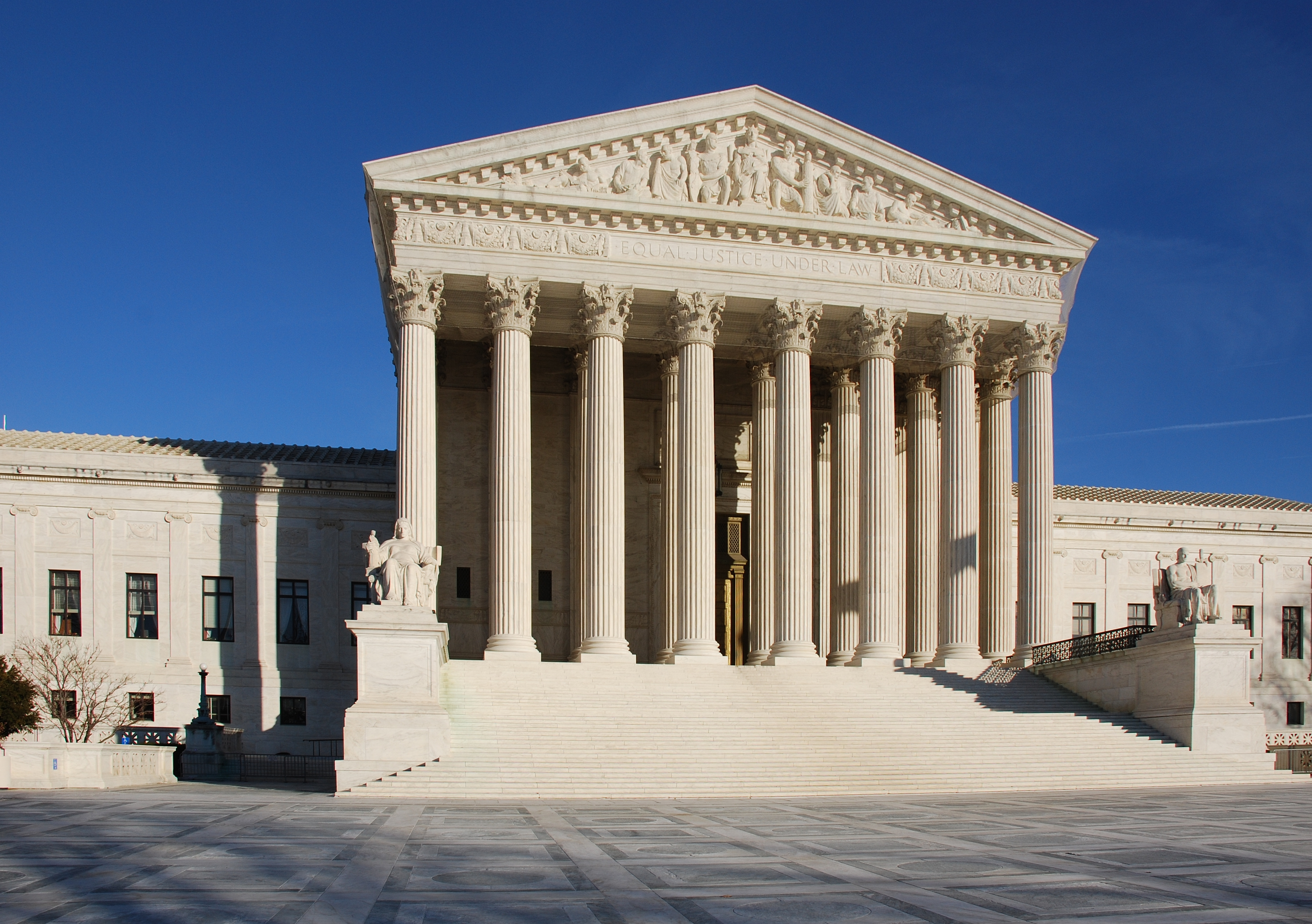
美国最高法院

#### 三权分立
宪政主义的本质在于以一系列准则或规范来限制政府权力。宪政主义宣称，人们能够并且应该建立一整套成文的或是不成文的规则，来限制立法、行政、司法等国家权力，国家权威直接取决于这些可见的限制。宪政主义主张国家制订一部有效的限权宪法，并通过三权分立的制度设计形成权力的制衡机制，从而有效防止权力专横。
美国的三权分立体制实际确立于第4任美国首席大法官约翰·马歇尔主政美国最高法院时期。马歇尔大法官在著名的马伯利诉麦迪逊案的判决中，奠定了美国法院对美国国会法律的司法审查权之基础，从此确立了美国的三权分立体制，而马歇尔也被广泛誉为美国历史上最具影响力的首席大法官之一。

#### 公民权
宪政主义不但要求一个安全的权力体系，同时还主张以明确的权利体系保障公民的人身、政治、经济、社会等诸项权利。尽管这一权利主张一直受到保守派宪政主义者的非难，但还是逐渐发展起来并成为宪政主义的重要理论组成部分。在托马斯·杰斐逊、詹姆斯·麦迪逊等人的努力下，美国宪法加上了《美国权利法案》作为宪法的修正案，从而完善了宪政体系，对于人权的规定成为宪法的标准内容。
美国的公民权在第14任美国首席大法官厄尔·沃伦主政美国最高法院时期大為擴增，沃伦法院是历史上美国司法权力所到达的顶峰，被广泛认为造就了美国历史上一场划时代的自由主义宪政革命，成为了当时美国自由主义、进步主义的堡垒。厄尔·沃伦领导的美国最高法院作出了确立美国“一人一票”民主普选制、禁止种族隔离、推广权利法案、逮捕程序改革（米兰达警告）、抗击麦卡锡主义、保障言论自由、保障婚姻自由等众多里程碑式的判决，而沃伦也被广泛誉为美国历史上最具影响力的首席大法官之一。

### 英国

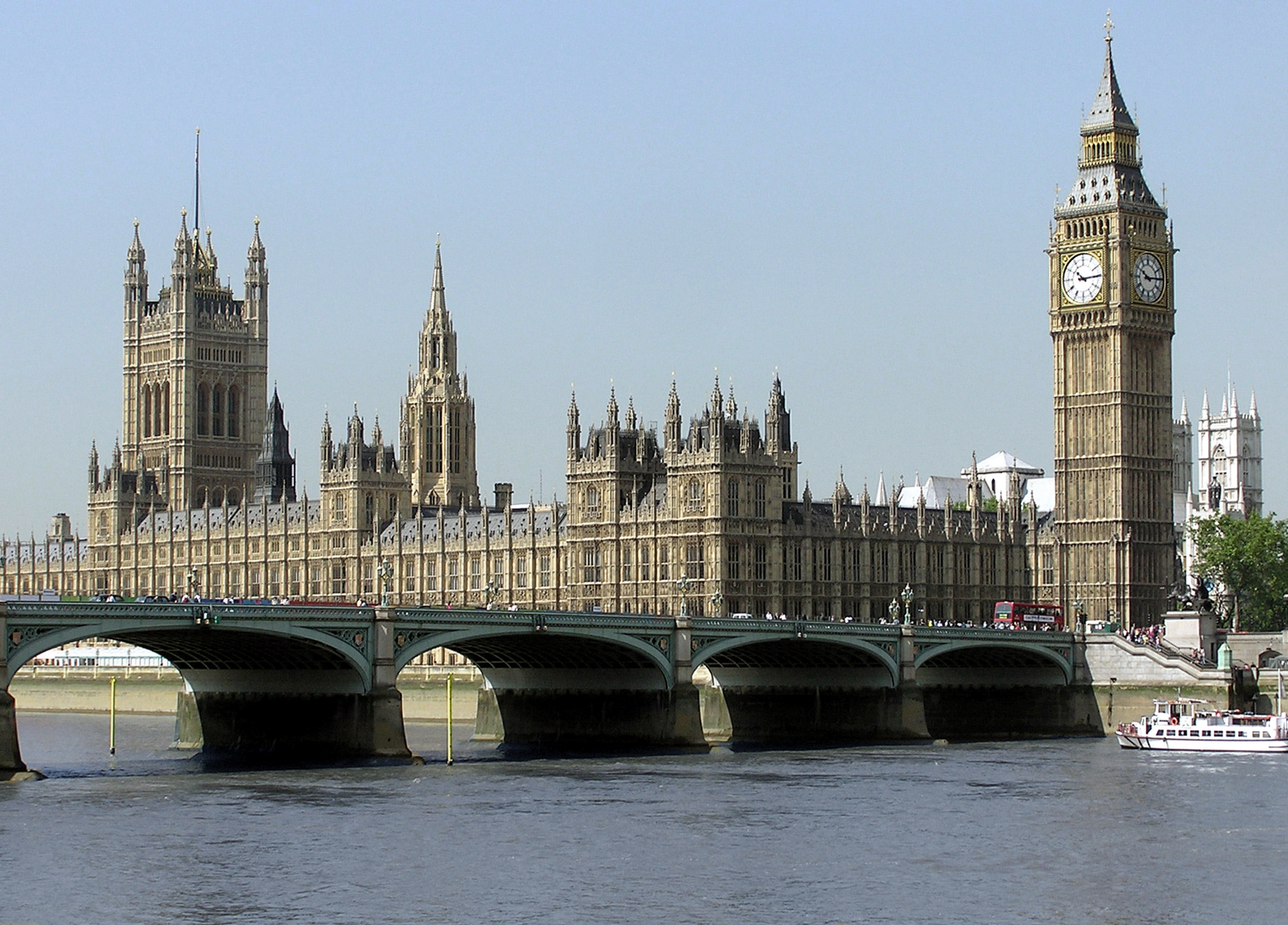
英国议会

#### 君主立宪制
英国的宪政体制也许是世界上采用不成文宪法的国家中的最佳典范。英国1215年通过的《大宪章》被认为是宪政主义的起源之一，而17世纪的英格兰也成为了世界上最早采用君主立宪政体的国家之一，随后英国国王和英国议会之间展开了长期的权力斗争。如今的英国国王已经成为了英国的虚位元首，君主及其近亲具有一系列的官方、礼仪、外交和代表性权力，其职责仅限于授勋及嘉奖和任命首相。现今英国政府的行政权力，名义上仍旧通过君主的皇家特权来行使，但事实上仅能根据国会立定的法律行使，并且受到传统与先例之限制。

#### 权力制衡
此后，英国涌现出了大量的关于权力制衡的政治思想，并产生了许多政府的官方机构以及私人的机构进行权力制衡。这种制衡已经从单一的限制国王权力扩展到英国社会的方方面面。

### 日本
日本在1889年施行憲政，但依當時制定的《大日本帝國憲法》为单一制、二元制君主立宪制，天皇的政治地位高於三權分立的各國家機關，包括隨著憲政施行而成立的國會（帝國議會）。二戰後在盟軍的主導下，日本在1947年制定《日本国宪法》取代舊憲法，采用单一制、议会制君主立宪制；在保留天皇體制的前提下，以國民主權為理論基礎，把依新憲法改制的國會提升為國家最高權力機構，使天皇成為虛位元首，並確立首相實際的政府首腦地位。
安倍晋三首相领导的政府，曾提出要对1947年的宪法作出修改，这一举措遭到了广泛批评，反对者认为新的宪法将对日本公民附加额外的义务，而非进一步保障他们的人权。

### 中华民国

#### 大陆时期

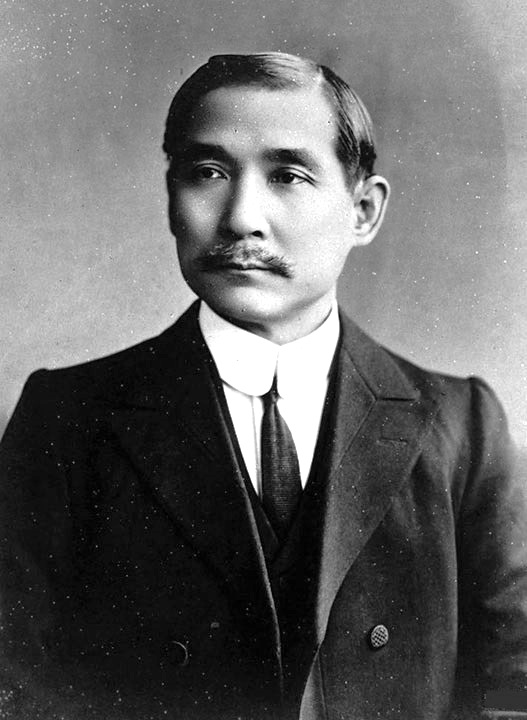
三民主义的创始人、中华民国国父孙中山，提出“军政、训政、宪政”三部曲

1923年1月，孙中山在《申报》五十周年的纪念专刊上发表《中国革命史》一文，其中提出了“军政、训政、宪政”三部曲，规划了走向民主共和宪政体制的路线。1924年，孙中山撰写了《国民政府建国大纲》，提出了中华民国未来建设的规划方案，强调“三民主义”和“五权宪法”。1925年3月，孙中山逝世，同年7月，国民政府成立；而1926-28年间蒋中正等人领导的国民革命军进行了北伐，推翻了北洋政府，名义上统一了全中国、定都南京，中华民国进入訓政时期。1927-37年间，中华民国的发展经历了“黄金十年”，期间施行孙中山的训政政策，1931年通过了《中华民国训政时期约法》，中国国民党进行一党专政，同时训练、培养国民施行宪政的能力（故称“训政”）。
1937年-45年间，中华民国经历了8年的抗日战争，但长期的一党专政导致了独裁、腐败、通货膨胀等种种问题。期间，在内外压力下，国民党于1943年9月召开了五届十一中全会，蒋中正提出抗战胜利后的1年内将确立宪法、实行宪政，他强调：“政治建设的基础，就在宪政的实施。.......宪政实施以后，本党还政于民……在法律上本党应该与一般国民和普通政党处于同等的地位。”但他的说法遭到了以毛泽东为首的中国共产党的批评，1940年2月，毛泽东在《新民主主义的宪政》里面说道：“宪政是什么呢？就是民主的政治。”毛泽东提出中国要的“是新民主主义的政治，是新民主主义的宪政。它不是旧的、过了时的、欧美式的、资产阶级专政的所谓民主政治；同时，也还不是苏联式的、无产阶级专政的民主政治。”但近来有观点对此提出质疑，认为将宪政理解成为民主政治是一种肤浅的误解，宪政的终极价值是保障民权，而宪政的核心思想为“有限政府”，这并不意味着该政府必须经过民主的程序产生，例如17世纪实行君主立宪制的英国。宪政和民主是分不开的，但现代的宪政主义是一种自由主义的制度模式，其实质是民主主义、共和主义和法治主义这三者的汇合。
抗日战争胜利后，1945年秋，国共两党在重庆举行了谈判，并签订了《双十协定》，而后包括中国共产党在內的各党代表在1946年1月举行的政治协商会议中通过了《政治协商会议宪法草案》、对实行宪政达成共识。1946年12月25日，由中国国民党和其它党派（包括中國青年黨、中國民主社會黨）召開了“制宪国民大会”（中国共产党拒绝参加）進行了憲政辯論，最終通过了由中華民國憲法之父張君勱所起草的《中华民国宪法》、“三民主义”入宪，1947年1月1日国民政府公布该宪法、1947年12月25日宪法正式生效，自此中华民国进入宪政时期。中華民國也將12月25日定位行憲紀念日慶祝邁向憲政民主的階段。但随后国共内战全面爆发，国民政府宣布进入动员戡乱时期，冻结宪法中许多保障自由权利的条文。

#### 蒋经国时期

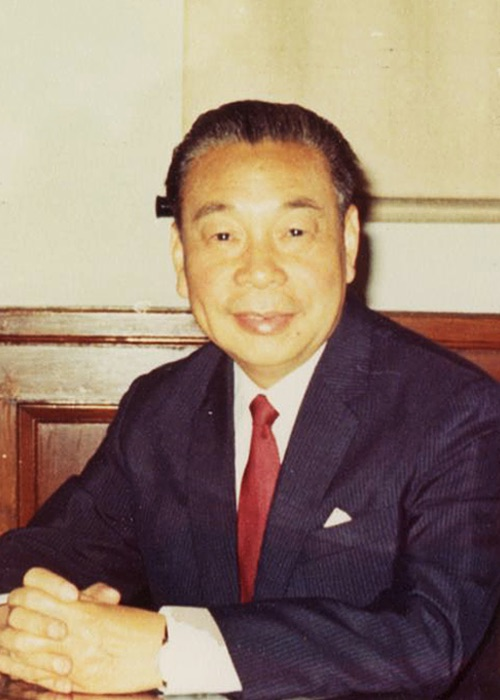
蒋经国时期，民主宪政体制在台湾确立

1949年，国民党在国共内战中不断败退，5月20日起国民政府宣布台湾省全省实行戒严和军事管控，同年12月蒋中正等人撤退至台湾，而台湾也进入了长达数十年的威权时期和白色恐怖时期，民主宪政体制未能得到落实，这期间的政治受难人数达到数十万、其中数千人被处决。1975年4月，蒋中正逝世。1980年代，蒋经国所领导的政府以“三民主义”为根基，展开大刀阔斧的民主和宪政改革，先前在大陆时期制定的宪法才真正得以落实于台湾地区。台湾的民主共和宪政体制采用了孙中山创立的五权分立架构，将政府分成行政院、立法院、司法院、考试院、监察院。而部分为统治中国全境所做的宪法规划，则因两岸分治及社会发展的时势，由《宪法增修条文》补充或暂停实施。
1978年5月，蒋经国就任中华民国第6任总统。1979年12月10日的世界人权日，台湾高雄爆发了历史性的“美丽岛事件”，诉求民主与自由，要求终结党禁和戒严，虽然此次事件的领袖施明德等多人被逮捕判刑，但在各方压力下，蒋经国并未判处任何一名被告死刑，这被视作台湾岛内民主的先声。而在美丽岛事件发生的同日，蒋经国在国民党十一届四中全会上强调，“确认厉行民主宪政是国家政治建设应走的大道，必须继续向前迈进，决不容许后退。”
 

1986年3月，在国民党第十二届三中全会上，蒋经国提出了“政治改革”的口号以及各项民主宪政的改革方案，包括解除党禁、报禁、戒严等等。他随后强调：
时代在变，环境在变，潮流也在变，因应这些变迁，执政党必须以新的观念，新的做法，在民主宪政体制的基础上，推动革新措施，唯有如此，才能与时代潮流相结合，才能与民众永远在一起。 
1986年9月29日，台湾民进党在台北成立，虽然当时“党禁”还未正式解除、民进党的成立在程序上还属非法，但蒋经国并未实施镇压。1986年10月7日，蒋经国在接见美国《华盛顿邮报》的发行人凱瑟琳·葛蘭姆时，宣布台湾“即将解除戒严、开放党禁”。1986年10月，蒋经国在国民党中常会上再次强调：
个人的生死毁誉并不足惜，重要的是国家、民族的命脉。……凡执政党同志，应以中国国民党一向大公无私，为国为民的诚意和开明的豁达，积极求进的作为，与所有爱国家、爱民族的人共同努力……以使民主宪政更充实、更完美。
10月15日，国民党中常会通过了“解除戒严”和“开放党禁”的决议。1987年7月，蒋经国公布了中华民国《国家安全法》，正式解除了在台湾维持了38年的“戒严令”，对人民基本民主权利的限制随之取消，台湾地区的民主宪政体制得以初步确立。1988年元旦，蒋经国宣布正式解除“报禁”，13日后蒋经国逝世，而他的大部分民主和宪政改革成果延续至今。蒋经国被普遍认为是对台湾贡献最大的中华民国總統。

### 中华人民共和国

#### 毛泽东时期

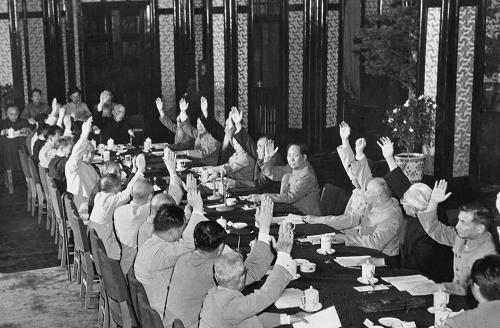
1954年6月14日，中央人民政府委员会第30次会议通过《中华人民共和国宪法草案》和关于公布宪法草案的决议

1950年代初，在中华人民共和国的“土地改革运动”中，许多民主人士建议以立法、颁布法令等的方式和平分配土地，1950年6月的《土地改革法》也获得通过，但毛泽东等人反对将土地“恩赐”给农民的和平土改，而是鼓励建立“人民法庭”、发动群众对地主进行批斗，此举造成了法外杀人等激进的群众暴力行为，据各方人士估计这次运动造成的非正常死亡人数达100万-500万。有学者认为这是将司法政治化，是反宪政运动，还有学者认为这是借法律的名义进行的一场政治革命。1954年9月20日，中华人民共和国的第一部宪法《五四宪法》在第一届全国人民代表大会第一次会议被审议通过，该宪法收入了“公民在法律上一律平等”（第85条）等具有宪政精神的内容，毛泽东本人也说道：“通过以后，全国人民每一个人都要实行，特别是国家机关工作人员要带头实行，首先在座的各位要实行。不实行就是违反宪法。” 而事实上，这部宪法很快就被虚置，几乎成了一纸空文，宪政体制也未能确立。

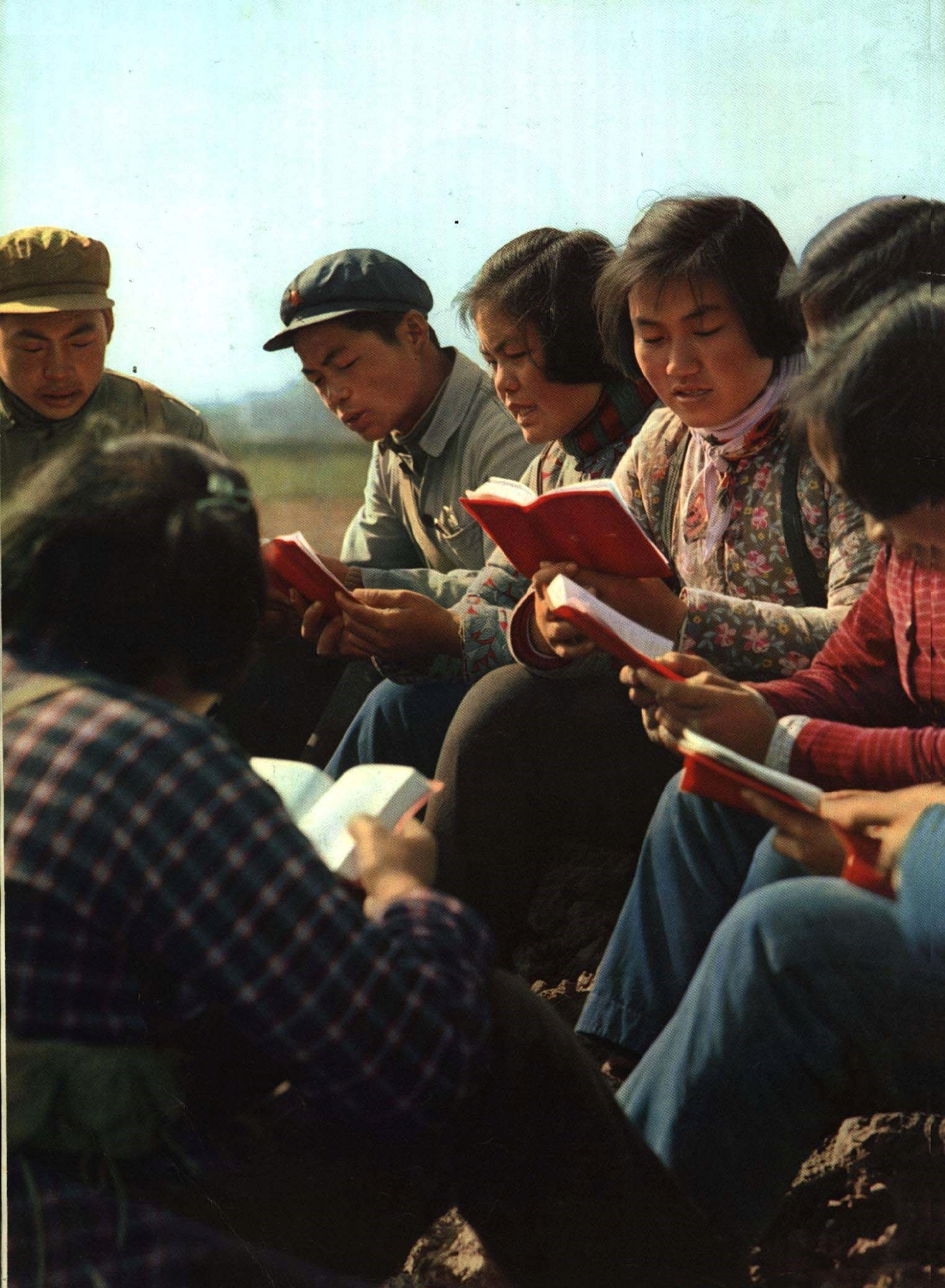
文革期间，《毛主席语录》受到民众的追捧，个人崇拜达到顶峰，宪法和法律遭到轻视。

1957年，中国共产党发动了“反右运动”，1958年又发动了“大跃进”、实行“人民公社”，1959年召开庐山会议，1963年还发动了“四清运动”，强调的依然是“人治”而非“法治”和“宪政”；据各方估计造成了数千万人的非正常死亡，至少数十万知识分子以及包括彭德怀、黄克诚在内的诸多领导人受到迫害。1958年8月，毛泽东在北戴河政治局扩大会议上说道：
法律这个东西没有不行，但我们有我们的一套，还是马青天那一套好，调查研究，就地解决。调解为主。大跃进以来，都搞生产，大鸣大放大字报，就没有时间犯法了。......不能靠法律治多数人，多数人要靠养成习惯。军队靠军法治人，治不了，实际上是一千四百人的大会治了人，民法、刑法那样多条文谁记得了。宪法是我参加制定的，我也记不得；......我们各种规章制度，大多数、百分之九十是司局搞的，我们基本上不靠那些，主要靠决议、开会，一年搞四次，不靠民法、刑法来维持秩序。
毛泽东进而认为，“要人治，不要法治。《人民日报》一个社论，全国执行，何必要什么法律？” 1966-1976年，十年“文化大革命”严重破坏了中国的宪法和法治，造成了体制性重创和空前的社会浩劫，国家主席刘少奇被非法罢免、数千万人受到迫害，据各方估计文革期间的非正常死亡人口达100多万到2000万不等。1967年8月7日，谢富治明确提出“砸烂公检法”的主张，获得毛泽东的支持。1970年底，毛泽东在与美国记者埃德加·斯诺交谈中，提到：“我不怕说错话，我是无法无天，叫‘和尚打伞，无发(法)无天’，没有头发，没有天。” 文革期间，中共中央还主持产生了中华人民共和国的第二部宪法《七五宪法》，并在正文纳入“毛泽东思想”、“中国共产党领导”等内容，将大量中国共产党的机构纳入国家机构运作体系中，废除了“国家主席、副主席”职位，与宪政主义背道而驰。
1976年9月，毛泽东逝世。1978年3月，华国锋等人在“两个凡是”的框架下主持修订了中华人民共和国的第三部宪法《七八宪法》，该版本虽然删除了部分文革语调、恢复了《五四宪法》部分公民权利条款，但依然保留了四大文革用语，并且没有恢复“公民在法律面前一律平等”等主要的宪政内容。这部宪法保留了“中国共产党领导”的相关条款，仍将中国共产党的机构纳入国家机构运作体系中，有明显的局限性和文革色彩。

#### 邓小平时期

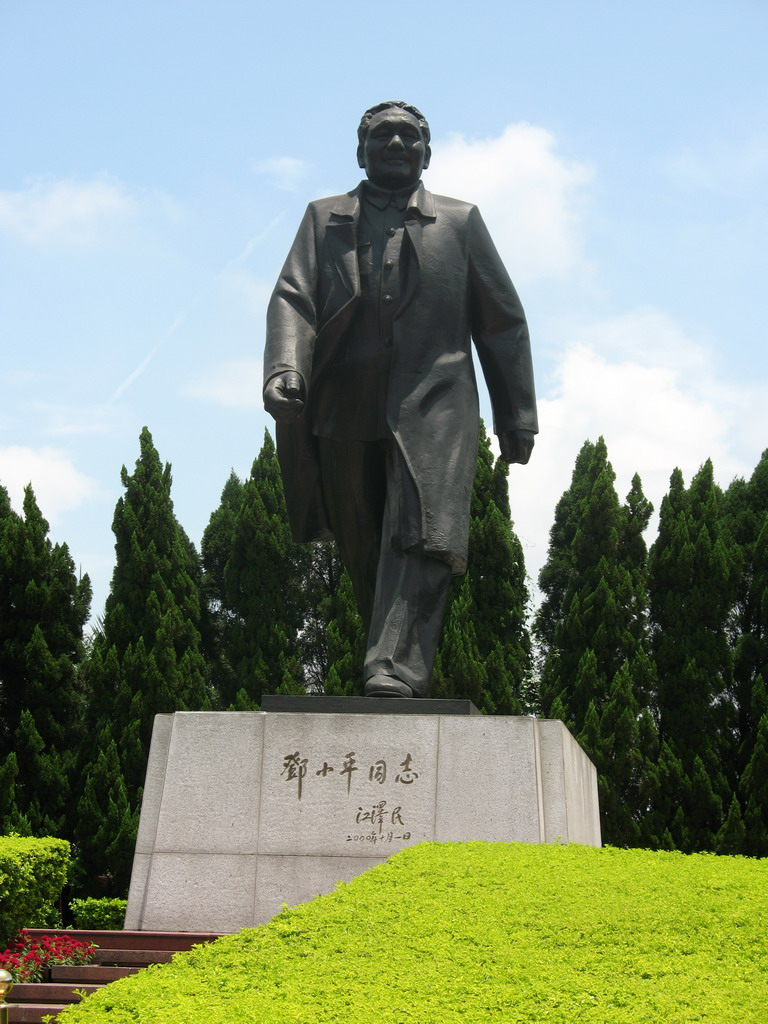
邓小平主持修订了中华人民共和国的《八二宪法》（图为位于深圳莲花山顶的邓小平像）

1978年12月，邓小平在中共十一届三中全会上确认领导地位，取代时任党主席兼总理华国锋成为中华人民共和国实际上的最高领导人。1970年代末至1980年代初，邓小平、胡耀邦等人主导了拨乱反正，并主持修订了具有历史性意义的《八二宪法》，该宪法成为中华人民共和国的第四部宪法、也是现行的宪法，它建立在《五四宪法》的基础上，蕴含了宪政主义的思想。

1980年8月18日，邓小平在中共中央政治局扩大会议上作了《党和国家领导制度改革》的讲话（俗称“8.18讲话”），指出权力过分集中是中国当下官僚主义的“总病根”，提出要进行政治体制改革以及诸多符合宪政主义的观点，建议废除干部领导职务终身制，提倡民主集中制，并向全国人民代表大会提出全面修宪建议。经历2年多的修订，1982年12月4日，第五届全国人民代表大会第五次会议审议通过了《八二宪法》，该宪法也成为了中华人民共和国的第四部宪法。《八二宪法》收入了许多宪政主义的内容和条款，为改革开放奠定了坚实的基础。与此同时，也有观点认为，这部宪法也有其局限性，如“四项基本原则”的入宪，不许否定社会主义、中国共产党的领导、马克思列宁主义、毛泽东思想。

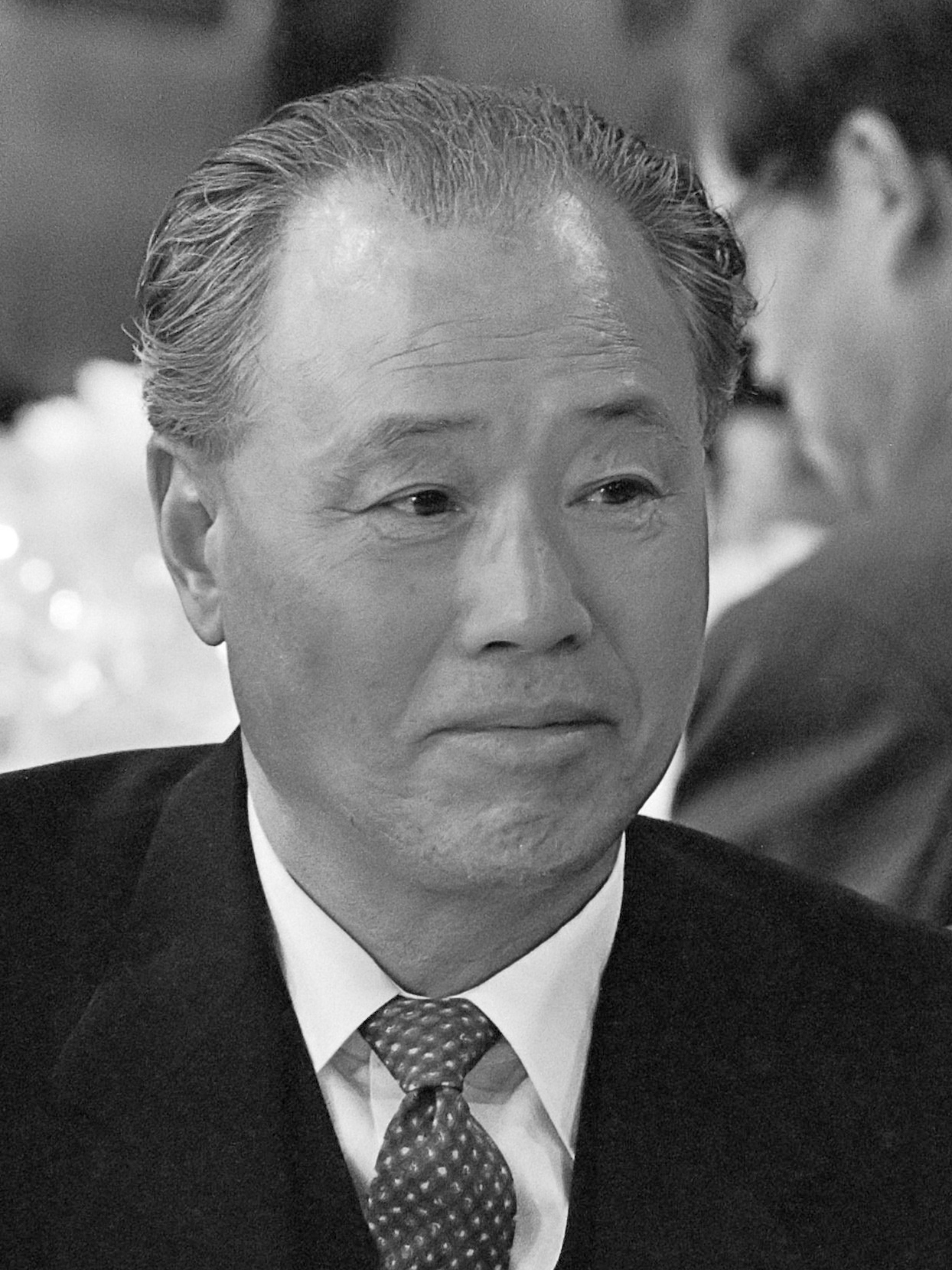
在邓小平的支持下，赵紫阳主持了后期政治体制改革

《八二宪法》颁布后，中国的改革开放持续加速，但遇到了官倒、权钱交易、腐败、特权等种种问题，而经济改革也遇到了原有政治体制的阻碍。1986年上半年起，邓小平再次提出“政治改革”并启动了“政治体制改革”的研讨和制定；同年9月，“中央政治体制改革研讨小组”成立，成员包括赵紫阳、胡启立、田纪云、薄一波、彭冲。此时，体制内外的人士对加速政治体制改革的强烈要求是一致的，而外界也对此次改革的决心和力度抱有期待。其中部分人士还公开提出了“多党制”、“三权分立”、“议会民主”、“司法独立”等西方宪政主义的架构。虽然这些与邓小平等人的中共官方改革观点可能有所不同，但在当时比较宽松的政治气氛下，并没有受到过多的抑制与打压。另一方面，邓小平的政治改革出发点是，在中共一党专政的前提下，推行党政分开、提高行政效率、革除官僚主义弊端、推动经济制度进一步改革，但不能照抄西方的宪政制度、反对资产阶级自由化。邓提出：
要使行政机构能够有效地工作，不能过多干扰行政机构的工作。决定了就办，这是我们的优势，这个优势不能丢。不能放弃专政，不能迁就要求民主化的情绪。我们要搞一个什么样的体制？要搞一个增强行政效能的体制，机构要精简。...…民主还是个手段，讲民主必须要和法制联系起来讲，把法制搞起来，才能有稳定的社会环境。我们的行政机构应该很有效能。 
1987年10月，中国共产党第十三次全国代表大会在北京召开，邓小平主持了开幕式，赵紫阳作了题为《沿着有中国特色的社会主义道路前进》的报告，该报告由鲍彤负责起草，提出并论述了政治体制改革的方案和设想。该报告的第五部分详细论述了政治体制改革，将邓小平1980年的“8.18讲话”作为改革的指导性文件，阐述了许多符合宪政主义的内容，其中包括进一步实行党政分开、权力下放、提倡法治和监督、完善选举制度等等。十三大还首次实行了差额选举，赵紫阳正式当选为中共中央总书记、鲍彤当选为中共中央委员。1987年底，中共中央政治体制改革研究室成立。
但随着1989年六四天安门事件的爆发，赵紫阳、鲍彤等人被撤职，1980年代后期的政治体制改革失败，有学者将此次政治改革的失败归咎于邓小平的个人局限性（譬如坚持四项基本原则），也有人认为是由于中共保守势力的干扰和围剿，还有人认为六四天安门事件中部分过于激进的学生也负有责任等等。1997年2月，邓小平逝世，1999年3月“邓小平理论”以宪法修正案的形式被写入《八二宪法》。2004年，江泽民的“三个代表”重要思想被写入《八二宪法》。

#### 习近平时期
2018年，中共中央提议第十三届全国人大将胡锦涛的“科学发展观”和“习近平新时代中国特色社会主义思想”以宪法修正案的形式写进《八二宪法》序言，与此同时还提议规定监察委员会的产生方式和职权，并重新将“中国共产党的领导”修进宪法的正文中，同时建议在《八二宪法》中删除中华人民共和国主席和副主席“连任不得超过两届”的条款。
2019年2月，中国官方媒体新华社引述中共中央报刊《求是》报道称，中共中央总书记习近平在中央全面依法治国委员会首次会议上发言，指出必须坚持加强党对依法治国的领导，决不能走宪政、三权分立和司法独立的路。2023年2月，中共中央办公厅、国务院办公厅印发的《关于加强新时代法学教育和法学理论研究的意见》重申了这一立场。
近年来，习近平的许多言论和举措招致了国内外的诸多反对声音，部分学者对他的一系列作法感到忧虑、震惊，有人认为这是对毛泽东时代的复辟、背离了宪政主义，还有人认为这甚至有可能将中国推向第二次文化大革命。